# Xavier de Lignac
Xavier de Lignac, également connu sous le pseudonyme de Jean Chauveau, né le 19 décembre 1909 à Issoudun et mort le 10 avril 1997 à Gasville-Oisème, est un journaliste et dirigeant de presse français.  

## Biographie
Xavier Babin de Lignac est le fils d'un officier. Il est élève à l'Institution Notre-Dame à Issoudun et à l'Institution Sainte-Marie à Bourges, avant de poursuivre ses études à l'École libre des sciences politiques et à la Faculté des lettres de Paris. Il devient journaliste.
Lignac est secrétaire de rédaction de la revue L'Ordre nouveau de 1934 à 1937.
Animateur de troupe théâtrale, il est collaborateur de la revue Pour vous et devient administrateur du théâtre des Quatre saisons en 1938.
Entre 1941 et 1944, il travaille pour la Bibliothèque nationale de France (BNF), tout en s’engageant dans la Résistance, où il prend le pseudonyme de Jean Chauveau, sa grand-mère, Louise Françoise Chauveau-Lagarde, était la petite fille de Claude François Chauveau-Lagarde. 
L'un des dirigeants de l'organisation Jeune France, le ministre Jérôme Carcopino lui confie en 1942 la mission de préparer un projet d'une association indépendante de Vichy pour succéder à Jeune France. Il rend un dossier proposant pour cette association un comité de contrôle présidé par Jean Giraudoux, une direction, dont il assurerait les fonctions de secrétaire général, composé notamment de Jean Bazaine, Raymond Dumay, Albert-Marie Schmidt et Maurice Blanchot. Malgré la dissolution de Jeune France par le régime de Vichy cette même année, il ne sera pas donné suite au projet remis par Lignac. Ayant l'objectif de se servir de Vichy contre Vichy avec Jeune France, celle-ci n'aura, selon ses mots, en un sens jamais existé, marquant l'échec de cette tentative.
Après la Libération, il est rédacteur politique au journal Combat et à la Radiodiffusion-télévision française (RTF) de 1944 à 1947.
Il est rédacteur en chef du Rassemblement, hebdomadaire du RPF, de 1948 à 1953.
Il est chargé de l'information au ministère des affaires marocaines et tunisiennes en 1954 et auprès du ministre délégué en 1955 (membre du cabinet de Christian Fouchet, puis de celui de Gaston Palewski).
Il est le chef du service politique et rédacteur en chef à la Radiodiffusion-télévision française (RTF) en 1958.
L'année suivante, il devient le chef du service de l'information et de presse au cabinet du président de la République. Il y occupe ces fonctions de premier chargé de mission presse au cabinet du président de la République sous le général de Gaulle jusqu'en 1963.
Il devient alors directeur adjoint des programmes de télévision de la Radiodiffusion-télévision française (RTF), puis, un an plus tard, secrétaire général du conseil d'administration de l'Office de radiodiffusion-télévision française (ORTF), fonctions qu'il occupe durant dix ans. Il devient membre du conseil d'administration de l'Agence France-Presse (AFP) en 1973, puis conseiller du président-directeur général de Télévision Française 1 (TF 1) à sa création en 1975.
En 1980, il devient secrétaire général de l'Office national interprofessionnel des vins de table.

## Vie privée
En 1968, il épouse la veuve de son ami Albert Ollivier et adoptera leur fils.

## Décorations
Xavier de Lignac est officier de la Légion d'honneur, de l'ordre national du Mérite et des Palmes académiques, et chevalier de l'ordre du Mérite civil.

## Ouvrage
- « La France attend sa jeunesse : enquête sur la France qui vient » (Plon, 1938)